# Alfred Manessier

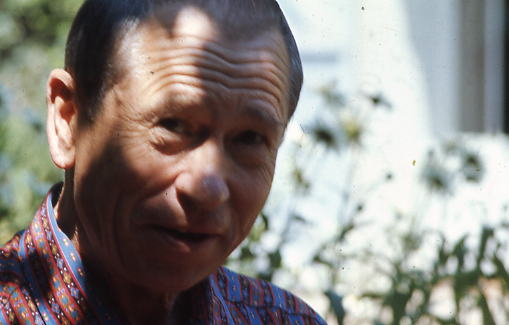
Alfred Manessier 1971

Alfred Manessier (* 5. Dezember 1911 in Saint-Ouen an der Somme; † 1. August 1993 in Orléans) war ein französischer Maler.

## Werdegang
Manessier schrieb sich im Jahr 1926 zunächst für die Architekturklasse der École des Beaux-Arts in Amiens ein. Von 1929 bis 1933 folgte ein Kunststudium an der École des Beaux Arts in Paris, wo er zudem Studien im Louvre betrieb. Im Jahr 1935 wurde er an der Académie Ranson Schüler von Roger Bissière und freundete sich mit Jean Le Moal an. Er neigte sich rasch dem Kubismus zu, doch gehen später auch surrealistische Einflüsse in sein Werk ein. 1938 ließ er sich in Paris nieder, nahm von 1942 bis 1949 jährlich am Salon d’Automne, 1943 am Salon de Mai, dessen Mitbegründer er war, sowie 1944 am Salon de la Libération im Musée National d’Art Moderne in Paris teil. Er war Mitglied der Association des Écrivains et Artistes Révolutionnaires (AEAR).
Nach einem Aufenthalt im Trappistenkloster La Trappe in Soligny schwenkte er im Jahr 1947 in seinem Schaffen auf religiöse Themen um, die er jedoch in abstrakter Weise gestaltete. Er bevorzugte leuchtende Farben mit Mosaikstrukturen, die von expressiven linearen Formzeichen überlagert wurden; von daher gelangte er auch zur Glasmalerei. So gestaltete er die Fenster der Krypta der Kirche St. Gereon in Köln, der Krypta der Essener Stiftskirche, die Fenster der Allerheiligenkirche in Basel und der Kirche Unser Lieben Frauen in Bremen. Als sein Hauptwerk gelten jedoch die Fenster der Kirche Saint Sépulcre in der nordfranzösischen Stadt Abbeville.
In den 1950er und 1960er Jahren gehörte Manessier zu den wichtigsten Vertretern der École de Paris. Die Struktur seiner Malerei wurde nun lockerer bei noch intensiverer Farbgebung, wozu auch Reiseeindrücke aus der Provence, aus Spanien und aus Holland beitrugen. Das Gemälde Die Dornenkrone (1950) im Musée National d'Art Moderne steht für diese Werkphase. Ein Spanienbesuch im Jahr 1966 bewirkte eine weitere Harmonisierung und den Anfang einer Gemäldereihe im Stil der Lyrischen Abstraktion (z. B. Ländliches Fest, 1974).
Alfred Manessier zählte in Frankreich zu den Meistern der Abstraktion. In der Nacht vom 31. Juli zum 1. August 1993 erlag er im Alter von 81 Jahren den Folgen eines Verkehrsunfalls. Er wurde in seinem Geburtsort Saint-Ouen beigesetzt.

## Auszeichnungen und Ehrungen
- 1953: Erster Preis für Malerei bei der Biennale de São Paulo.
- 1954: Preis der Ausstellung „Sakrale Kunst“ in Wien.
- 1958: Preis des „Institut International d’Art Liturgique“ zur 29. Biennale di Venezia.
- 1962: Großer Internationaler Preis der 31. „Biennale von Venedig“.
- 1975: Assoziiertes Mitglied der Académie royale des Sciences, des Lettres et des Beaux-Arts de Belgique[3]

## Ausstellungen (Auswahl)
- 1955: documenta 1, Kassel.
- 1955: Palais des Beaux-Arts, Brüssel.
- 1955: Stedelijk van Abbe Museum, Eindhoven.
- 1958: Kestnergesellschaft, Hannover; Museum Folkwang, Essen; Gemeentemuseum Den Haag; Kunsthaus Zürich, Zürich. (Retrospektive)
- 1959: documenta II.
- 1964: documenta III.
- 1965: Kunstverein Ingolstadt